# Pampa Almirón
Pampa Almirón é uma cidade da Argentina, localizada na província de Chaco.